# Astrid Verhoeven
Astrid Verhoeven (2 februari 1995) is een Belgische atlete, die gespecialiseerd is in de lange afstand (marathon) en het veldlopen.

## Loopbaan
Verhoeven wist in 2014 en 2015 tweemaal op rij een selectie voor het Europees kampioenschap veldlopen U20 af te dwingen. In 2015 werd ze ook geselecteerd voor de Europabeker in de 3000 m steeple.
In 2019 won ze de marathon van Antwerpen bij de vrouwen en eindigde ze in het algemene klassement als negende. In 2021 liep ze de marathon van Amsterdam in 2:34.27 wat haar in een internationaal veld de achtste plaats bij de vrouwen opleverde als eerste Belgische en derde Europese.

### Clubs
Verhoeven kreeg haar jeugdopleiding bij AC Lebbeke, waar ze tot en met seizoen 2016-2017 actief bleef. In 2017 stapte ze over naar Olympic Essenbeek Halle. Sinds 2021 zit ze bij Atletiek Land van Aalst (Alva).

## Persoonlijke records
Baan
| Onderdeel      | Prestatie | Datum           | Plaats   |
| -------------- | --------- | --------------- | -------- |
| 1500 m         | 4.23,02   | 31 mei 2014     | Oordegem |
| 3000 m         | 9.31,02   | 21 juli 2014    | Gent     |
| 5000 m         | 16.52,35  | 2 augustus 2014 | Ninove   |
| 3000 m steeple | 10.20,79  | 23 mei 2015     | Oordegem |

Weg
| Onderdeel      | Prestatie | Datum            | Plaats    |
| -------------- | --------- | ---------------- | --------- |
| halve marathon | 1:18.14   | 31 augustus 2019 | Rijsel    |
| marathon       | 2:29.21   | 8 april 2023     | Eindhoven |

## Palmares

### veldlopen
- 2015: 30e EK U20 in Belgrado
- 2016: 33e EK U20 in Samokov

### 3000 m steeple
- 2015:  BK AC – 10.31,00
- 2015: 7e in reeks ETC in Heraklion – 10.22,90

### marathon
- 2019:  marathon van Antwerpen - 2:41.19
- 2021: 8e marathon van Amsterdam - 2:34.28
- 2022: 9e marathon van Rotterdam - 2:31.39
- 2022: 33e EK in München - 2:40.03
- 2023: 12e marathon van Rotterdam - 2:31.34
- 2023:  BK / Marathon van Eindhoven - 2:29.21
- 2024: 15e marathon van Rotterdam - 2:34.52